# John Duarte
John Scott Duarte (Modesto, 9 settembre 1966) è un politico statunitense, membro della Camera dei Rappresentanti per lo stato della California dal 2023 al 2025.

## Biografia
John Duarte è nato nel 1966 a Modesto, California, da Jim e Anita Duarte.
La famiglia di Duarte ha antenati provenienti dal Portogallo. 
Dopo gli studi a San Diego e all'Università del Pacifico, nel 1989 diviene vicedirettore della sezione vendite dell'azienda di famiglia, fino a diventarne dal 2007 amministratore delegato e presidente.

## Carriera politica

### Membro della Camera dei Rappresentanti degli Stati Uniti d'America (2023-2025)
Il 9 marzo 2022, Duarte annuncia la sua candidatura con il Partito Repubblicano nel 13º distretto congressuale della California alla Camera dei rappresentanti degli Stati Uniti.
Alle elezioni, Duarte vince con 564 voti in più del rappresentante statale Adam Gray e viene quindi eletto membro della Camera dei Rappresentanti degli Stati Uniti d'America.
Nelle elezioni parlamentari del 2024, Duarte si scontra come due anni prima con Adam Gray, del Partito Democratico, e, dopo una sfida molto combattuta, Gray riesce a prevalere su Duarte per soli 182 voti e con il 50,04% delle preferenze contro il 49,96% di Duarte.
Duarte rimane in carica fino al 3 gennaio 2025, giorno dell'insediamento del 119º Congresso.

## Posizioni politiche
Duarte, all'inizio del mandato da Rappresentante, si è dichiarato contro la "cultura woke" e contro gli ultraconservatori, e che non è interessato alla politica di partito.
Le sue dichiarazioni di voto e le posizioni assunte configurano Duarte come uno dei Repubblicani più moderati nel Congresso degli Stati Uniti.

### Aborto
Nel 2023, Duarte ha votato contro l'emendamento alla legge H.R 2670 del collega Ronny Jackson, che proponeva di non consentire il rimborso da parte del Dipartimento della difesa di spese relative a pratiche abortive.

### Diritti civili
Nel 2023, Duarte è stato l'unico Repubblicano a votare contro l'emendamento del collega Matt Rosendale alla legge H.R 2670: il suddetto emendamento vietava al Dipartimento della difesa e all'assicurazione sanitaria militare di coprire le spese relative a interventi di cambio del sesso oppure a trattamenti ormonali, sempre per il cambio di sesso.

### Immigrazione
Duarte è un sostenitore di una maggior sicurezza ai confini degli Stati Uniti d'America, ma ritiene che l'agricoltura negli USA sia praticata e giovi dell'arrivo di molti immigrati senza status di immigrato regolare.
Duarte ritiene che l'immigrazione negli USA debba essere discussa con un approccio bipartisan.
Nel 2023, Duarte è stato uno dei due Repubblicani che hanno votato contro l'H.R. 2, il Secure the Border Act. Ha definito il programma E-Verify "devastante per gli agricoltori".
Duarte è un promotore del Farm Worker Modernization Act, che cerca di aumentare la disponibilità di lavoratori stranieri negli Stati Uniti, con vantaggi sia per i datori di lavoro che per i lavoratori.